# Jouni Kaipainen
Jouni Ilari Kaipainen, född 24 november 1956 i Helsingfors, död 23 november 2015 i Tammerfors, var en finländsk tonsättare.
Kaipainen studerade vid Sibelius-Akademin för Aulis Sallinen och Paavo Heininen. Han var 1977 med om att grunda föreningen Korvat auki. 1992–1993 var han konstnärlig ledare för biennalen i Helsingfors. Efter en period som fri komponist var han från 2002 lektor i komposition vid Tammerfors konservatorium. Han utnämndes till konstnärlig ledare för Avanti!:s Sommarmusik i Borgå 2004.
Kaipainens tidigaste verk representerar en stil som betecknas som "melodiskt dodekafon", bland annat i orkestersångerna Cinq poèmes de René Char (1978–1980). Efterhand övergick han till postseriella tekniker med "nytonala" inslag, han har stundom kallats en "romantisk klassiker". Hans produktion omfattar tre symfonier (1985, 1994, 1998), sånger och körverk. Stor framgång hade han med konserter för olika instrument, som cello och valthorn. Särskilt märks den för Kari Kriikku skrivna klarinettkonserten Carpe diem! (1990). Han prisbelöntes av Unesco 1981 (för Trois morceaux de l'aube) och 1994 (för Carpe diem!) och tilldelades Kritikens sporrar 1982.